# Cormagens
Cormagens (toponimo francese; in tedesco Cormasing, desueto) è una frazione di 107 abitanti del comune svizzero di La Sonnaz, nel Canton Friburgo (distretto della Sarine).

## Storia

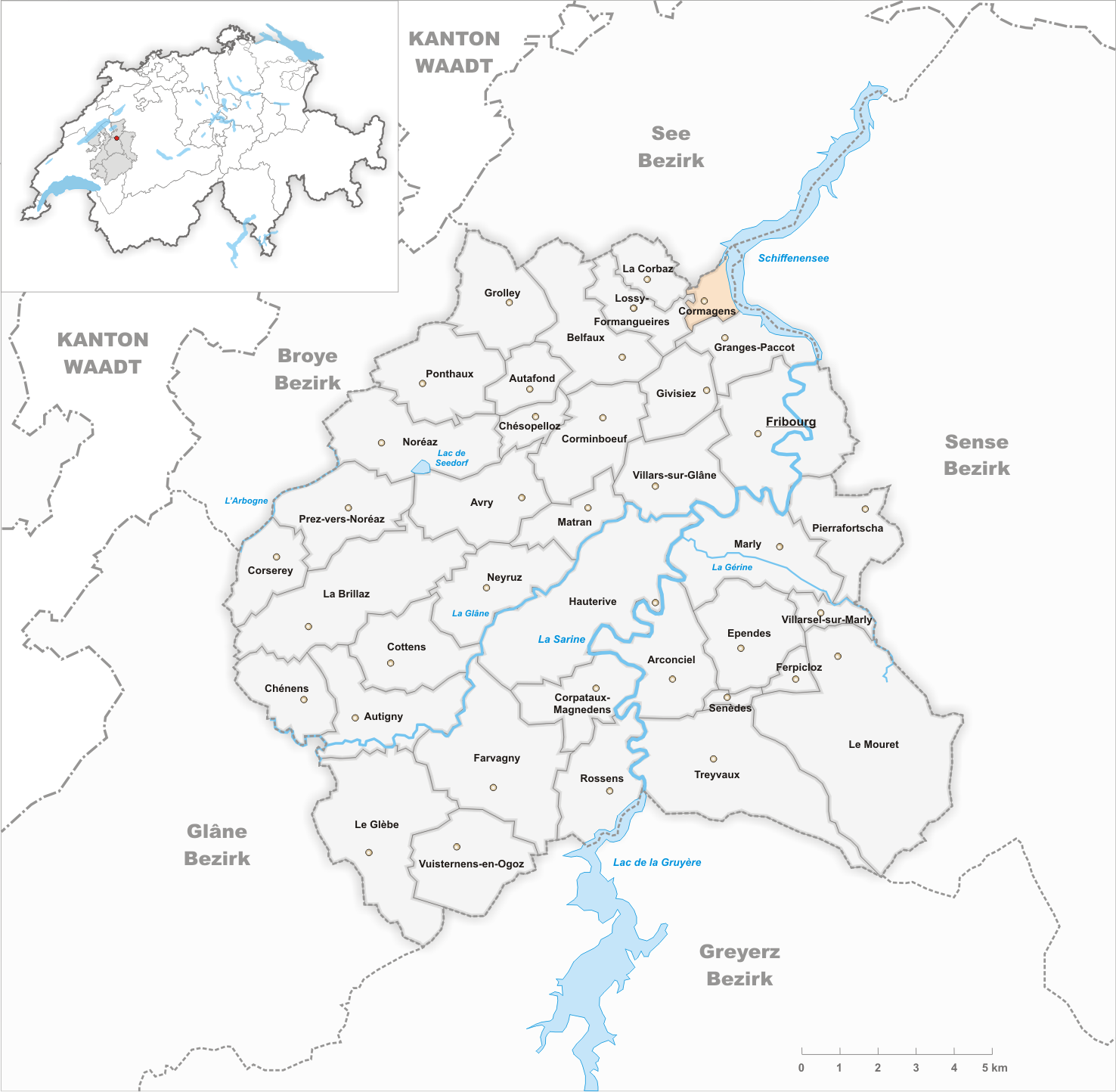
Il territorio del comune di Cormagens prima degli accorpamenti comunali del 2004

Già comune autonomo, il 1º gennaio 2004 è stato accorpato agli altri comuni soppressi di La Corbaz e Lossy-Formangueires per formare il nuovo comune di La Sonnaz.

## Monumenti e luoghi d'interesse
- Cappella cattolica di San Teodoro, attestata dal 1493 e ricostruita nel 1716 e nel 1844[1].

## Società

### Evoluzione demografica
L'evoluzione demografica è riportata nella seguente tabella:
Abitanti censiti

## Amministrazione
Ogni famiglia originaria del luogo fa parte del comune patriziale che ha la responsabilità della manutenzione di ogni bene comune.